# Thomson-Sintra-Seeminen
Die Thomson-Sintra-Seeminen sind französische Seekampfmittel.

## Geschichte
Die Thomson-Sintra-Seeminen wurden konzipiert, um von U-Booten der Daphné-Klasse verlegt zu werden. Im Rahmen der NATO-Konventionen erhielten die Minen die Kalibergröße 53 cm. Damit waren diese Minen durch jedes U-Boot der NATO verlegbar. Es existieren zwei Typen von Thomson-Sintra-Minen:
- Die TSM5310 ist eine typische Offensivmine. Das Boot schießt den Körper ab und legt damit die Mine. Bevor die Ladung geschärft wird, bringt sich das Boot in Sicherheit. Dieser Typ wird bevorzugt, wenn es darum geht, feindliche Häfen zu verminen oder Flusszufahrten zu sperren.
- Die TSM5330 wird indes als Defensivmine nur von Überwasserschiffen eingesetzt. Über ein konventionelles Laufsystem wird die Mine ins Wasser gelassen. Die Mine ist dann bereits scharf.

## Technik
Beide Minentypen wiegen 850 kg. In beiden Fällen muss vor dem Lösen der Mine eine Sicherheitsprüfung stattfinden. Zwei Stifte müssen gelöst werden, damit die Mine scharf ist, respektive geschärft werden kann. Beim offensiven Minentyp erfolgt das Schärfen des Zünders nach einem vorgegebenen Zeitschema.
Sensoren an der Mine können die Umgebung überwachen und auffällige Geräusche wie Schraubengeräusche von Schiffen dem Computer innerhalb der Mine melden. Passen die Sensordaten zu den zuvor eingespeisten Daten, detoniert die Mine und versenkt das Schiff.

## Nutzerländer
Frankreich, Malaysia, Niederlande, Belgien, Spanien, Pakistan